# Lucifuga
Lucifuga es un género de peces marinos de la familia de las brótulas vivíparas, distribuidos por Cuba y las islas Bahamas, con una especie -L. inopinata- en las islas Galápagos.
Son peces de tamaño pequeño, de entre 8 y 15 cm de longitud máxima, con cuerpo anguiliforme y unas larguísimas aletas dorsal y anal.
Viven posados sobre el fondo en aguas muy superficiales de la costa, casi en la zona que queda al descubierto durante la bajamar, siendo frecuentes en las charcas mareales y en los arrecifes de coral. Se reproducen por viviparismo, como el resto de su familia.

## Especies
Existen 7 especies consideradas válidas:
- Lucifuga dentata (Poey, 1858)
- Lucifuga inopinata (Cohen y McCosker, 1998)
- Lucifuga lucayana (Møller, Schwarzhans, Iliffe y Nielsen, 2006)
- Lucifuga simile (Nalbant, 1981)
- Lucifuga spelaeotes (Cohen y Robins, 1970)
- Lucifuga subterránea (Poey, 1858) - Pez ciego
- Lucifuga teresinarum (Díaz Pérez, 1988)